# Ettore Pasculli
Ettore Pasculli (* 4. April 1950 in Cutro) ist ein italienischer Filmregisseur.

## Leben
Pasculli machte einen Abschluss in Architektur und gründete 1978 in einer ehemaligen Kirche di „Fabbricca della Comunicazione“, mit der er Kino- und Fernsehproduktionen realisierte. Von 1980 bis 1986 drehte er mehrere Dokumentar- und Fernseharbeiten, darunter den bei der Biennale di Venezia 1980 gezeigte Le cordiere dell'immaginario, Planning und Moda. Auch als Leiter der Festivals „Cinema e Architettura“ und „Progetto Leonardo“ trat Pasculli in Erscheinung, während er Regie an der European Fashion School unterrichtete. Bei der RAI war er als Programmverantwortlicher und für den Bereich der Kinotechnik tätig. Seinen in großen zeitlichen Abständen seit 1980 vorgelegten Kinofilmen blieben größere Verbreitung versagt; der bekannteste darunter ist wohl Fuga dal paradiso' aus dem Jahr 1989. Neun Jahre später schrieb er auch ein Drehbuch für Sergio Gobbi und drehte 1999 den ersten digital hergestellten Film Italiens, La fabbrica del vapore. Sein 2013 vorgelegter Italy amore mio behandelt das Thema der Integration.
Pasculli legte mehrere Publikationen zum Kino und dessen Technik vor.

## Filmografie (Auswahl)
- 1980: Le cordiere dell'immaginario (mittellanger Film)
- 1989: Fuga dal paradiso
- 1999: La fabbrica del vapore
- 2013: Italy amore mio